# 兼併目標
兼併目標（Takeover Target，1999年9月27日－2015年6月20日）是澳洲出生的純種競賽馬匹。去世前總共取得八項一級賽冠軍以及2006年世界短途挑戰賽總冠軍。

## 出賽前
2003年的拍賣會中張奕以在7月18日1250澳元買下，無人問津的原因是膝部彎曲，當時快將踏入四歲（南半球馬匹在8月1日加1歲），因而沒有人留意，兼併目標在2003年並未安排參加任何賽事。

## 競賽生涯
2004年首度出賽，並取得7連勝，第五六場連續贏得兩場表列賽，第七場的勝利是一級賽沙理嘉錦標。2005年卻出現一個小低潮，連續六場比賽沒有勝出，但卻有上名的記錄，在一級賽東奔10000大賽中取得季軍以及在三級賽Carlton Draught Stakes取得亞軍。在時代報經典賽由晏勞德策騎，取得第七後，12月10日在東奔馬場的三級賽夏季錦標中取回勝利 。兩星期後在贏得表列賽東奔錦標。
2006年，兼併目標表現更進一步，重返一級賽的勝軌，率先在閃電錦標擊敗神駒及好望角。相隔三個月在考菲特馬場參加渥利盾賽事，取得亞軍。3月11日在新市場錦標以半個馬位之差擊敗渥利盾冠軍犀利時。
6月兼併目標首次遠征英國，目標是兩場皇家雅士谷賽事，第一場是二級賽皇席錦標，兼併目標在這場比賽勝利。然後在金禧錦標取得第三。一個月後出戰新市場馬場的七月盃，結果以兩個馬位之差得第七。
完成英國的比較後，兼併目標在日本出賽兩場世界短途挑戰賽賽事，第一場是人馬錦標，結果敗於藤田小姐之下得亞軍。之後是短途馬錦標，面對日本、歐洲及香港的短途精英，轉自直路後已經帶出，取得勝利。在出賽日本的比賽後，準備12月舉行的香港短途錦標。並提早在一個多月來港，準備過程一直順利。不過比賽前的三小時被競賽小組著令停止出賽，原因是驗出17-alpha-hydroxyprogesterone類固醇，最後被香港賽馬會罰款20萬港元。兼併目標仍以53分成為世界短途挑戰賽冠軍。
2007年4月才返回澳洲，經過兩場敗陣後，在東奔10000大賽中贏得冠軍，6月參加皇家雅士谷在皇席錦標跑獲第四，然後在金禧錦標以馬頭之差敗於Soldier's Tale。
暑假兼併目標回到澳洲，當時澳洲爆發馬匹流感，兼併目標被迫逗留在新南威爾斯州，不能參與在墨爾本舉行的春季賽事。12月1日，兼併目標負重達61公斤，出戰蘭域馬場1200米讓磅賽，最後以馬頭差擊敗多項一級賽盟主跳舞英雄。並於兩星期後在同地的一場表列賽勝出。
2008年1月5日出戰二級賽村莊錦標，雖然取得冠軍，但因為影響亞軍馬Honor In War，經競賽小組裁定後被降落第二。
4月26日出戰斯密富錦標結果被連續勝出澳洲錦標及閃電錦標的阿帕奇貓擊敗得第三。5月18日，出戰KrisFlyer國際短途錦標（新加坡一級賽），成為了大熱門，並以打破場地紀錄時間擊敗對手。6月參與皇家雅士谷的賽事。在皇席錦標敗於西班牙訓練的自由之路，四天後在金禧錦標跑獲第四名。
相隔亦個月再次出賽，在11月尾一場二級賽中以鼻位擊退阿帕奇貓。在12月在重磅下贏得一場三級賽。4月18日出戰斯密富錦標，在改配羅理雅下，相隔年多贏出一級賽，然後在五月初贏得古活讓賽。接著再次挑戰新加坡KrisFlyer國際短途錦標，今戰除了面對兩頭香港短途錦標冠軍蓮華生輝及創惑，還有在新加坡保持不敗身的火箭人，但比賽表現平平，全無威脅，只得第八。賽後按原定計劃出征皇家雅士谷其中一項賽事以及7月在新市場舉行的七月盃，但最終決定只出戰七月盃，結果跑不出原有水準，由於腳傷的關係被迫退役。

## 外部連結
- 血統表 （页面存档备份，存于）
- racingandsports.com.au賽積績資料 （页面存档备份，存于）